# Majokko Shimai no Yoyo to Nene
Majokko Shimai no Yoyo to Nene (яп. 魔女っこ姉妹のヨヨとネネ, Majokko Shimai no Yoyo to Nene, Сестри-відьми Йойо та Нене) — аніме-фільм 2013 року. Режисером фільму став Хірао Такаюкі. Сюжет аніме частково засновано на манзі Noroiya Shimai.

## У ролях
- Морохосі Суміре — Йойо
- Какума Ай – Нене
- Сакурай Такахіро — Такео
- Савасіро Міюкі — Такахіро
- Сасакі Ріо – Акі

## Сюжет
Сестри відьми Йойо та Нене працують у магічгому світі. Після неведомого лиха, у цьму світі почали з'являтися деякі речи з людського світу, через це у магічному світі сталися велики руйнування. Йойо намагаєтся зупинити це, але опиняєтся у людському світі. Незабаром, вона розуміє, що, внаследок зімного впливу її магічна сила щвидку слабіє. Наразі, її потрибно встігнути зупинити прокляття до того, як вона загубить усю свою магію.